# Al Laney
Albert Gillis Laney, dit Al Laney, né le 11 janvier 1896 à Pensacola et mort le 31 janvier 1988 à Spring Valley dans l'État de New York, est un journaliste sportif américain, spécialisé dans le tennis et le golf.
Il a été introduit au International Tennis Hall of Fame en 1979.

## Biographie
Al Laney est le fils d'un avocat, issu d'une fratrie de six enfants. Il travaille pour le Pensacola Journal dès l'âge de 14 ans. Pendant la Première Guerre mondiale, il sert comme lieutenant lors de l'offensive Meuse-Argonne. Il s'installe ensuite à Paris où il devient le secrétaire de James Joyce.
Journaliste pendant plus de 50 ans, Al Laney a été correspondant au Paris Herald en Europe, puis au New York Herald Tribune. Il a couvert le tournoi de Wimbledon de 1925 à 1939 puis l'US Open entre 1940 et 1965. Considéré comme l'un des principaux spécialiste américain du tennis, il a également écrit des articles sur le baseball et le football.
Il publie ses mémoires en 1968 sous le titre Covering the Court: A 50-year Love Affair with the Game of Tennis, dans lesquelles il relate notamment le célèbre affrontement entre les championnes Suzanne Lenglen et Helen Wills à Cannes en 1926. Il a également marqué les esprits par son récit du match épique opposant Maurice McLoughlin et Norman Brookes lors de la finale de la Coupe Davis 1914.

## Publications
- Paris Herald; the Incredible Newspaper, 1947
- Covering the Court: A 50-year Love Affair with the Game of Tennis, 1968 (mémoires)
- Following the Leaders: A Reminiscence